# Irramore
Irramore (irisch: Na hOirí Móra) ist eine Gemarkung (Townland) im Norden der irischen Grafschaft Kerry.
Das Townland Irramore gehört zur Baronie Clanmaurice, zur Civil Parish Kilfeighny und zum Wahlkreis Ballyhorgan (Ballyhorgan Electoral Division).
Der letzte Zensus fand 1911 statt und ergab 102 namentlich erfasste Einwohner.

## Lage
Irramore liegt drei Kilometer nordwestlich der letzten Ausläufer der Stack’s Mountains, fünf Kilometer östlich der Kleinstadt Lixnaw und sieben Kilometer südwestlich der Stadt Listowel. Das ebene, teils flachwellige Gelände wird von kleinen Gräben und Bächen durchzogen, die nach Nordwesten zum River Feale entwässern.
Benachbarte Townlands sind (im Uhrzeigersinn, von Norden beginnend) Finuge, Dromclogh, Mountcoal, Knockreagh, Lissahane, Ballyhorgan South, Ballyhotgan East und Bealkelly.
Das Townland Irramore wird nahezu ausschließlich durch die Landwirtschaft genutzt (Milchviehhaltung, Weidewirtschaft).
Am Ostrand des Townlands verläuft die Nationalstraße N 69 von Listowel nach Tralee.
Irramore hat keine dörflichen Siedlungsstrukturen. Die Bebauung beschränkt sich auf einige Bauernhöfe mit dazugehörigen Stallungen und Futtersilos sowie weit auseinander liegende Wohnhäuser und Residenzen. Es gibt im Ort keine Tankstellen, keine Lebensmittelgeschäfte und keine Pubs. Die nächste Grundschule (Dromclogh National School) befindet sich einen Kilometer nordöstlich von Irramore.

## Name
Das Townland Irramore tauchte erstmals 1596 unter dem anglisierten Namen Irrymore auf. Weitere Schreibweisen waren Errimore (1659), Erymore (1739), Irrimore (1782), Irramroe und Iramore (1841). Das irische Wort mór kann mit groß übersetzt werden.

## Kirche
Abseits der Wohnbebauung und doch zentral liegt die schlichte Kirche Our Lady of Fatima and Saint Senan (Unserer Lieben Frau zum unbefleckten Herzen von Fatima und St. Senán), eine der drei Kirchen der Pfarrei in Lixnaw. Sie ist für die Katholiken im Umkreis von etwa fünf Kilometern zuständig.

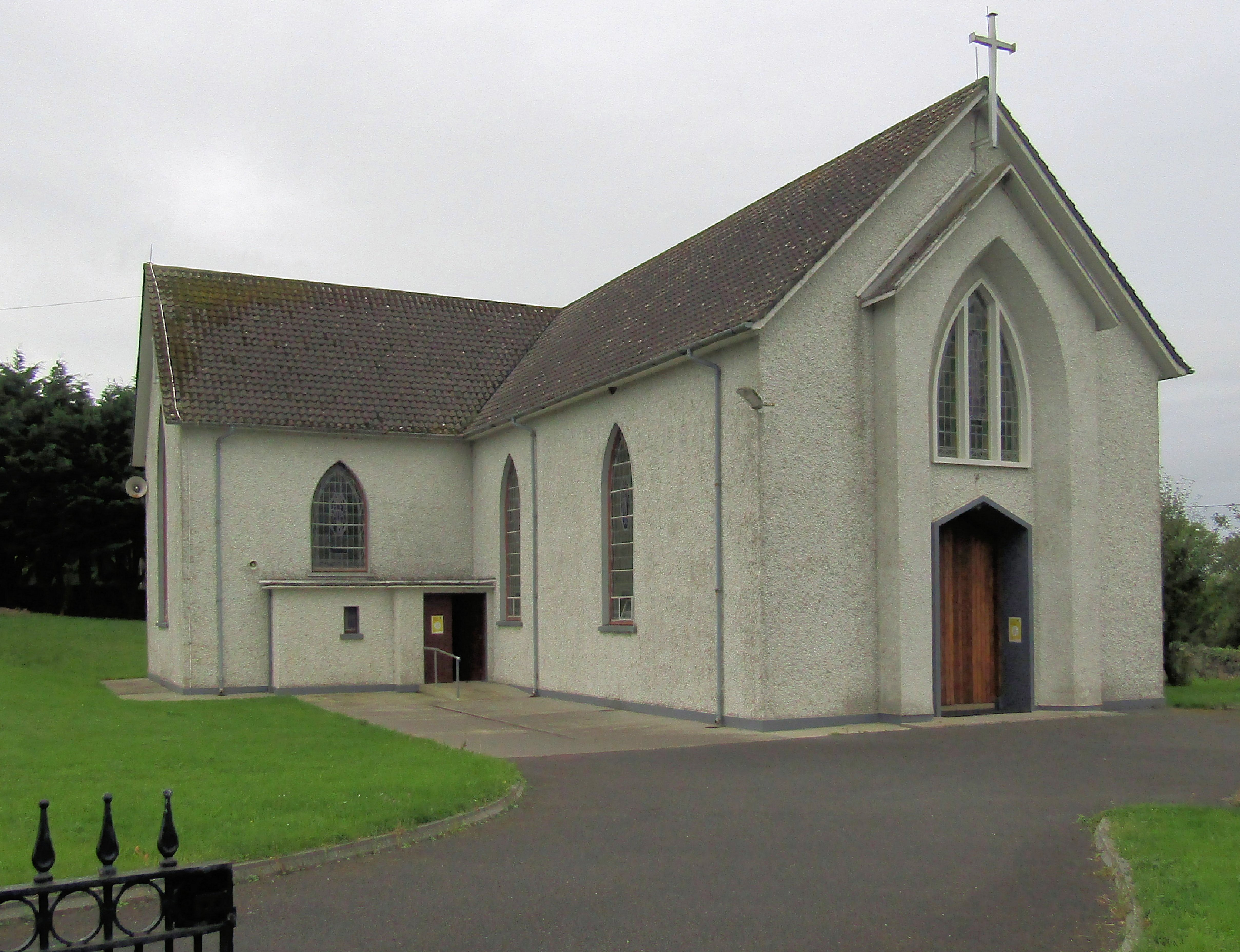
Ostseite
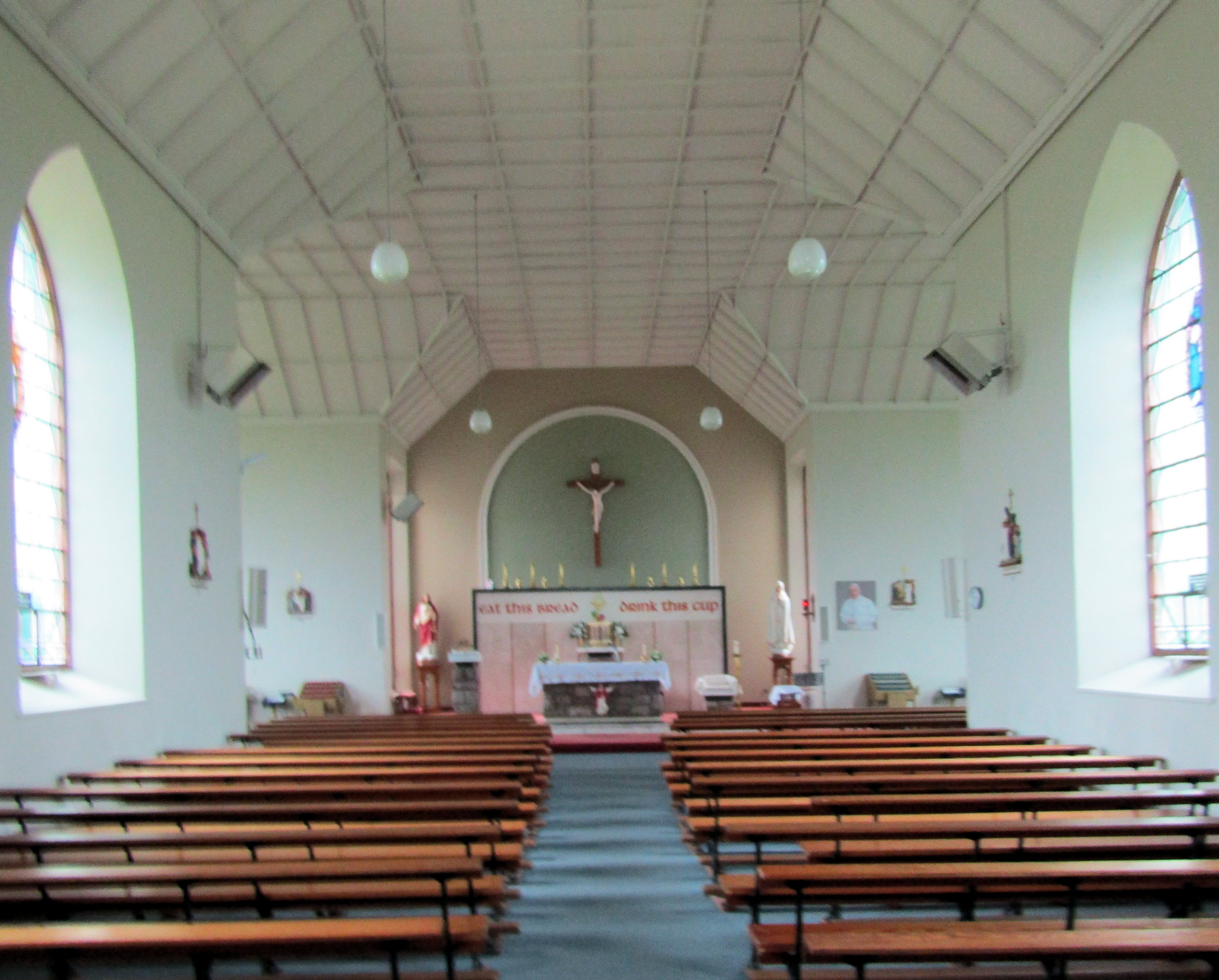
Innenansicht

## Windpark
Seit 2014 stehen Pläne im Raum, in den Townlands Ballyhorgan South, Ballyhotgan East, Irramore, Lissahane und Muckenagh einen großen Windpark zu errichten. Es handelt sich um 165 m hohe Windkraftanlagen und ein Investitionsvolumen von 46 Millionen €. Die Betreiberfirma Stacks Mountain Windfarm Ltd. und die Windkraftgegner der Vereinigung North Kerry Wind Turbine Awareness Group (NKWTAG) stehen sich nach einem ersten gerichtlichen Entscheid gegen den Bau der ersten zehn Windräder im Jahr 2018 nun vor dem Obersten Gericht gegenüber (Stand 2023), wobei Stacks Mountain Windfarm Ltd. eine Verhandlung vor dem Handelsgericht anstrebt.

## Belege
1. ↑  Zensus 1911
2. ↑  Ortsnamen auf www.logainm.ie/en/ (englisch, irisch)
3. ↑  Windkraftanlage bei www.radiokerry.ie (englisch)
4. ↑  Windparkproblem bei www.independent.ie (englisch)